# Puente de Cavada Velha

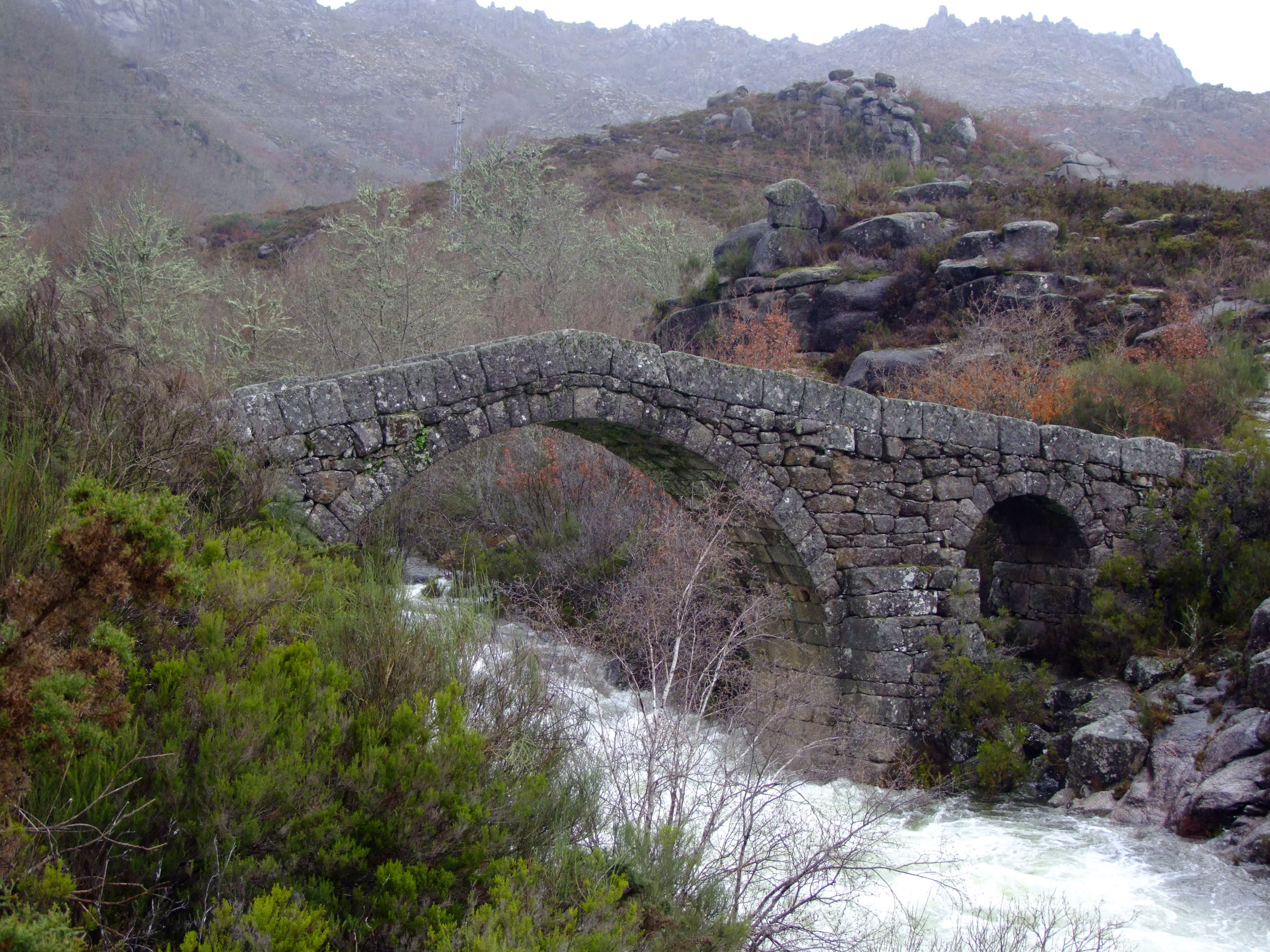
Puente de Cavada Velha.

El Puente de Cavada Velha, también denominado ponte da Cava da Velha, es un puente romano situado en Portugal, sobre el río Castro Laboreiro, en el perímetro del Parque nacional de Peneda-Gerês, localizado en las proximidades de inverneira de Assureira, 3 km al sur de Castro Laboreiro, concejo de Melgaço, distrito de Viana do Castelo.

## Historia
La construcción del puente data probablemente del siglo I. Alrededor del siglo XIII recibe nuevo enlosado;
y en 1986 es clasificado como Monumento Nacional de Portugal por el IGESPAR.

## Características
Se trata de un puente de caballete pronunciado (en forma de 'V' invertida), formando dos rampas, sobre la base de dos arcos de medio punto, con tamaños muy desiguales el más grande de 10,5 metros de luz y 7,5 metros de altura, y el más pequeño, 1,7 metros y 3,3 metros de altura. Los arcos se forman por duelas amortiguadas, y el suelo está compuesto por grandes losas de piedra de cantería. La bandeja es de aproximadamente 3 metros de ancho y un rango total superior a 20 metros. Para fortalecer el pilar y proteger de la fuerza del agua, tiene contrafuertes.